# Rhabdomyia spinosa
Rhabdomyia spinosa är en tvåvingeart som först beskrevs av Charles Thomas Brues 1925.  Rhabdomyia spinosa ingår i släktet Rhabdomyia och familjen puckelflugor. Inga underarter finns listade i Catalogue of Life.